# TALIS
Die OECD-Lehrerstudie TALIS (Teaching And Learning International Survey) untersucht seit 2002 weltweit die Arbeitswelt der Lehrer, um den Lehrerberuf attraktiver und die Tätigkeit der Pädagogen effektiver zu gestalten. Im Auftrag der teilnehmenden Staaten beaufsichtigt die OECD-Direktion Bildung die Durchführung der TALIS Studie.
Deutschland nimmt bislang nicht an TALIS teil. In Österreich beteiligte sich das Bundesinstitut für Bildungsforschung, Innovation und Entwicklung des österreichischen Schulwesens 2008 an dieser Studie und nimmt 2018 wieder teil. Auf deutscher Seite ist das DIPF | Leibniz-Institut für Bildungsforschung und Bildungsinformation beteiligt.